# شبکه یاری کودکان کار و خیابان
شبکه یاری کودکان کار و خیابان شبکه‌ای از سازمان‌های دولتی و غیردولتی است در ایران که هدف آن کمک به کودکان کارگر و کودکان خیابانی است.

## تاریخچه
پس از اتمام «کارگاه همفکری برای کودکان کار و خیابان» در شهریور ۱۳۸۲ پیشنهاد ایجاد شبکه‌ای از سازمان‌های دولتی و غیردولتی برای کمک به کودکان کار و خیابان از طرف شرکت کنندگان مطرح گردید. برخی از سازمان‌های دولتی (سازمان بهزیستی، وزارت تعاون، کار و رفاه اجتماعی (ایران)، وزارت آموزش و پرورش) و سازمانهای غیردولتی (انجمن پژوهش‌های آموزشی پویا، انجمن حامیان کودکان کار و خیابان، شورای کتاب کودک، انجمن حمایت از حقوق کودکان و انجمن حمایت از کودکان کار) با استقبال از این پیشنهاد اقدام به برگزاری نشست‌هایی برای اجرایی کردن ایده شبکه کردند؛ که در نهایت به تشکیل شبکه یاری کودکان کار و خیابان انجامید. پس از یک دوره فعالیت ده ساله شبکه تحت عنوان گروه تلاشگران یاری همدل مجوز فعالیت خود را اخذ کرد.

## اهداف[۳]
- محو کامل کار کودکان
- تلاش در راه کاهش کار کودکان[۴][۵]
- هماهنگی و بین انجمن‌های عضو شبکه
- توانمند سازی از طریق برگزاری کارگاه‌ها و نشست‌های تخصصی

## هیئت مدیره و بازرسان
مطابق اساسنامه اعضای هیئت مدیره پنج نفر شامل:
فاطمه قاسم‌زاده (رئیس هیئت مدیره)، خسرو صالحی (مدیر عامل)، خجسته اسلامی نژاد (حسینی پور)، شهین حسینی (سرور عسگری)، کیهان ضیائی مهر بوده و بازرسان (طیبه شریف پور) و(احسان عزت پور قدیم) می‌باشند.

## فعالیت‌ها
این شبکه حدود ده هزار کودک را در سازمان‌های عضو پوشش داده است. برگزاری نشست و همایش، کارگاه آموزشی وشرکت در مراسم‌های مربوطه با همکاری شورای گسترش فرهنگ صلح و شهرداری تهران از جمله سایر فعالیت‌های شبکه می‌باشد. شبکه یاری میزان کودکان کار را در سال ۱۳۹۴ برابر با سه میلیون نفر اعلام کرده‌است.
شبکه یاری همچنین در شورای گسترش فرهنگ صلح، شورای سازمانهای مردم نهاد، اتاق فکر وزارت تعاون، مرجع ملی کنوانسیون حقوق کودک عضو می‌باشد.
از جمله کارهای شبکه پیگیری و ترویج کنوانسیون‌های بین‌المللی در حوزه کودکان و کودکان کار مانند پیمان نامه حقوق کودک و ممنوعیت و اقدام فوری برای محو بدترین اشکال کار کودک است.

## اعضای شبکه یاری
این شبکه از تعدادی سازمان مردم نهاد تشکیل شده‌است. برخی از اعضا عبارتند از:
1. انجمن یاری کودکان در معرض خطر
2. انجمن پژوهشهای آموزشی پویا
3. مؤسسه ارتقاء کیفیت زندگی ایرانیان (ایلیا)
4. مؤسسه مهر و ماه
5. انجمن حمایت از کودکان کار
6. انجمن دوستداران کودک پویش
7. انجمن حامیان کودکان کار و خیابان
8. انجمن یاری کودکان در معرض خطر
9. انجمن دوستداران کودک پویش
10. مؤسسه حمایتی کودکان کار قزوین
11. مؤسسه خیریه خادمین کتیج
12. گروه فرهنگی اجتماعی کیانا
13. کانون فرهنگی حمایتی کودکان کار (کودکان کوشا)[۱۴]
14. انجمن حمایت از حقوق کودکان
15. جمعیت امداد دانشجویی-مردمی امام علی (ع)

وبسایت بایگانی‌شده  در ۶ اوت ۲۰۲۰ توسط Wayback Machine
1. بنیاد همدلان کودک و نوجوان
2. مؤسسه تاک سرزمین من (توانمندی انجمن‌های کودکان کار و خیابان)
3. مؤسسه توسعه فرهنگی- اجتماعی ره آورد مادرگیل
4. مؤسسه حمایتی خانه مهر کودکان
5. مؤسسه رویش نهال جوان
6. موسسه انجمن اجتماعی فصل مهر وبسایت
7. مؤسسه شکوفایی استعدادهای کودکان (شکوفا)
8. مؤسسه کنشگران اجتماعی فرزانه
9. مؤسسه حمایتی خانه مهر کودکان[۱۵]